# Пекарски занат
Пекарски занат је један од најстаријих и најважнијих заната, који се бави припремом и печењем хлеба, пецива и других производа од теста. У Србији, овај занат има дубоке корене и двоструки значај: с једне стране, обезбеђивао је основну животну намирницу, а са друге, био је неодвојиви део духовне културе кроз израду сложених обредних хлебова за верске и породичне празнике.

## Историјат заната у Србији
Иако је припрема хлеба у кућним условима стара колико и сама цивилизација, пекарски занат као специјализована делатност почиње да се развија у средњовековној Србији, пре свега у манастирима и на владарским дворовима.
Значајнији развој у градовима доживљава током османског периода, када се пекари организују у јака удружења – еснафе. Пекарски еснаф је строго водио рачуна о квалитету производа, цени хлеба и обуци нових мајстора. Процват заната наставља се у Кнежевини и Краљевини Србији током 19. века, када Београд, Нови Сад, Крагујевац и други градови добијају бројне занатске пекаре које су снабдевале грађанство. Појава парних и електричних пећи почетком 20. века постепено је мењала традиционални начин производње, али су многе занатске радионице задржале своје чувене рецепте и квалитет.

## Пекарска радионица и алат
Традиционална пекарска радионица (пекара) била је скромно опремљена, а у њеном средишту налазила се велика зидана пећ, најчешће на дрва. Од алата су се користили:
- Наћве: велико дрвено корито за мешење теста.
- Сито: за просејавање брашна.
- Пекарска лопата: дугачка дрвена лопата којом се хлеб стављао у пећ и вадио из ње.
- Дрвене полице (рафови): за одлагање и хлађење печеног хлеба.

## Производи пекарског заната
Пекари су производили широк спектар производа, од свакодневног хлеба до уметнички обликованих обредних хлебова.

### Хлеб као основна намирница
Обичан хлеб, најчешће од пшеничног или ражаног брашна, био је основа исхране. Његов облик и квалитет зависили су од умешности мајстора, а свака пекара имала је своју репутацију коју је љубоморно чувала.

### Обредни хлебови
Обредни хлебови представљају врхунац пекарске вештине и важан су део нематеријалног културног наслеђа.
- Славски колач: Ритуални хлеб који се припрема за славу, породичног свеца заштитника. Богато је украшен симболичним фигурама од теста, као што су печат (слово) са знаком крста, класје жита, грожђе, буренце вина и птице, који представљају жеље за здравље, плодност и благостање породице.
- Чесница: Посебан хлеб или погача која се меси за Божић. У њу се обавезно ставља новчић, а верује се да ће особа која га пронађе имати среће и успеха током целе године.
- Погача: Округли хлеб који се спрема за различите прилике – као добродошлица драгим гостима (уз со), за свадбе, крштења и друге свечаности.

### Остали производи
Поред хлеба, пекари су правили и разна пецива, пите (гибанице, бурек), кифле и друге ђаконије које су обогаћивале трпезу.

## Хлеб у народној култури и обичајима
У српској култури хлеб је симбол живота, плодности, просперитета и заједништва. Ниједан важан догађај у животу појединца и заједнице није могао проћи без хлеба. Чувена је пракса дочекивања гостију хлебом и сољу, што је знак највећег гостопримства и поштовања. Бацање хлеба или његово гажење сматрало се великим грехом.

## Пекарство данас
Иако данас доминира индустријска производња, пекарски занат је и те како жив. Бројне мале, занатске пекаре (често назване "пекаре на дрва") чувају традиционалне рецепте и нуде квалитет који индустрија тешко може да достигне. Занат се прилагодио модерном добу, али суштина – љубав према стварању хлеба – остала је иста.